# Flammulaster
Flammulaster is een geslacht van schimmels behorend tot de familie Tubariaceae. De typesoort is Flammulaster carpophilus. Vroeger maakte het onderdeel uit van de familie Inocybaceae. Het geslacht heeft een wijdverspreide verspreiding en bevat 21 soorten. Flammulaster werd in 1909 beschreven door de Amerikaanse mycoloog Franklin Sumner Earle.

## Soorten
Volgens Index Fungorum telt het geslacht 21 soorten (peildatum september 2023):
| Soortnaam                                            | Auteur(s)                                                 | Publicatiejaar |
| ---------------------------------------------------- | --------------------------------------------------------- | -------------- |
| Flammulaster albopunctatus                           | Callebaut & Imler                                         | 1983           |
| Flammulaster carpophilus (Kruipwilgvloksteeltje)     | (Fr.) Earle ex Vellinga                                   | 1986           |
| Flammulaster ciliatus                                | (Singer) E. Horak                                         | 2018           |
| Flammulaster delicatuloides                          | (Kühner) Watling                                          | 1967           |
| Flammulaster disseminatus                            | (E. Horak) E. Horak                                       | 1983           |
| Flammulaster erinaceellus                            | (Peck) Watling                                            | 1967           |
| Flammulaster foliicola                               | E. Horak                                                  | 1980           |
| Flammulaster fulvoalbus                              | (Berk. & Broome) Pegler                                   | 1977           |
| Flammulaster fusisporus                              | (P.D. Orton) Watling                                      | 1967           |
| Flammulaster gracilis (Tenger vloksteeltje)          | (Quél.) Watling                                           | 1967           |
| Flammulaster granulosus (Bruinkorrelig vloksteeltje) | (J.E. Lange) Watling                                      | 1967           |
| Flammulaster gypsophilus                             | (Esteve-Rav., M. Villarreal, Heykoop & E. Horak) E. Horak | 2005           |
| Flammulaster limulatus (Gouden vloksteeltje)         | (Fr.) Watling                                             | 1967           |
| Flammulaster muricatus (Franjevloksteeltje)          | (Fr.) Watling                                             | 1967           |
| Flammulaster pulveraceus                             | E. Horak                                                  | 1980           |
| Flammulaster saliciphilus                            | (J. Favre) Watling                                        | 1967           |
| Flammulaster scobifer                                | (Berk. & M.A. Curtis) Pegler                              | 1987           |
| Flammulaster siparius                                | (Fr.) Watling                                             | 1967           |
| Flammulaster speireoides (Klein kleivloksteeltje)    | (Romagn.) Watling                                         | 1967           |
| Flammulaster tigrensis                               | Raithelh.                                                 | 1983           |
| Flammulaster wieslandri (Okerbruin vloksteeltje)     | (Fr.) M.M. Moser                                          | 1978           |